# Larsmo församling

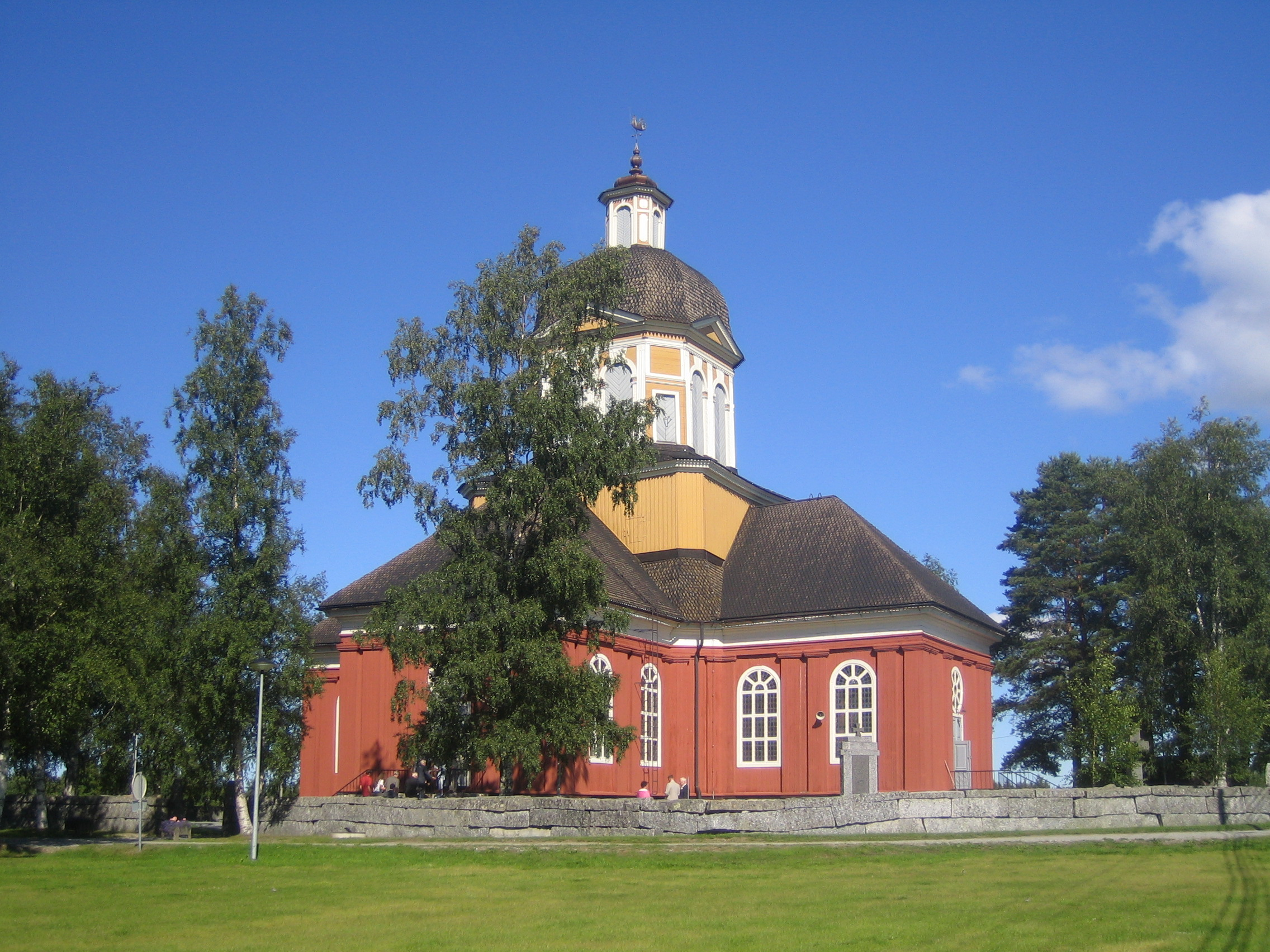
Larsmo kyrka

Larsmo församling är en tvåspråkig församling i Pedersöre prosteri inom Borgå stift i Evangelisk-lutherska kyrkan i Finland. Till församlingen hör de kyrkomedlemmar som bor i Larsmo kommun. Majoriteten (95,3 %) av de 5017 medlemmarna (01/2022) är svenskspråkiga.
Larsmo är traditionellt sett starkt präglat av den læstadianska väckelsen.
Larsmo kyrka invigdes 1787.
Kyrkoherde i församlingen är Max-Olav Lassila.